# Lindsaea lunata
Lindsaea lunata là một loài dương xỉ trong họ Lindsaeaceae. Loài này được Willd. mô tả khoa học đầu tiên năm 1810.
Danh pháp khoa học của loài này chưa được làm sáng tỏ. 